# Маргарита Тереза Іспанська
Маргарита Тереза Іспанська (ісп. Margarita Teresa de España, нім. Margarete Theresia von Spanien, чеськ. Markéta Terezie Španělská, угор. Margit Terézia Spanyol) або Маргарита Марія Тереза Австрійська (ісп. Margarita María Teresa de Austria, нім. Margarete Maria Theresia von Österreich 12 липня 1651, Мадрид, королівство Іспанія — 12 березень 1673, Відень, Австрійське ерцгерцогство) — принцеса з Іспанської гілки дім Габсбургів, уроджена інфанта Іспанська, дочка Філіпа IV, короля Іспанії. Перша дружина імператора Леопольда I; в шлюбі — імператриця Священної Римської імперії, королева Німеччини, Угорщини та Чехії, ерцгерцогиня Австрійська.
Мала слабке здоров'я через близькоспоріднені шлюби в сім'ї. Після припинення чоловічої лінії в Іспанській гілці успадковувала права на її володіння. Вихована при королівському дворі в Мадриді, не знайшла розуміння у підданих при імператорському дворі у Відні. У щасливому шлюбі народила чотирьох дітей, з яких вижила лише одна дитина. Захоплювалася музикою і мистецтвом. Юна модель художника Веласкеса, який написав серію дитячих портретів інфанти, найвідомішим з яких стала картина «Меніни».

## Біографія

### Ранні роки
Маргарита Марія Тереза народилася 12 липня 1651 року в Мадриді. Вона була першою дитиною в родині іспанського короля Філіпа IV і Маріанни Австрійської, принцеси Імперської гілки дома Габсбургів. Батьки інфанти доводилися один одному дядьком і племінницею, до того ж мати була майже на тридцять років молодша за батька.
По лінії Філіпа IV інфанта була онукою іспанського короля Філіпа III і Маргарити Австрійської, принцеси з Імперської гілки дому Габсбургів. По лінії матері припадала онукою Фердинанду III, імператора Священної Римської імперії, короля Чехії та Угорщини і Марії Анні Іспанській, інфанті з Іспанської гілки дому Габсбургів.
Для батька шлюб з її матір'ю був другим і носив династичний характер. Він вступив в нього заради народження нового спадкоємця престолу, після ранньої смерті принца Астурійського. Єдиною вцілілою дитиною іспанського короля в першому шлюбі була інфанта Марія Тереза, єдинокровна сестра Маргарити Терези, що стала дружиною французького короля Людовика XIV. З п'яти народжених дітей у другому шлюбі батька Маргарити Терези, крім неї, досяг повноліття лише син, майбутній іспанський король Карл II.
Маргарита Тереза не мала таких серйозних наслідків для здоров'я через близьке споріднення батьків, які були у її молодшого брата-інваліда. Одного разу в дитинстві вона важко захворіла, але вижила. За свідченням сучасників, інфанта мала привабливу зовнішність і жвавий характер. Близькі звали її «маленьким ангелом». Вона росла в покоях королеви в палаці Алькасар в оточенні численних фрейлін і слуг. Інфанта любила солодощі, які від неї доводилося постійно ховати через заборону лікарів, які дбали про здоров'я її зубів. Батько та імператор, що доводився дідусем по материнській лінії, обожнювали дочку і онучку. У своїх листах король називав її «моя радість». Разом з тим, Маргарита Тереза виховувалася в строгій відповідності з етикетом, прийнятому при дворі в Мадриді, і отримала хорошу освіту.

Портрети Маргарити Терези Іспанської пензля Веласкеса. Музей історії мистецтв, Відень

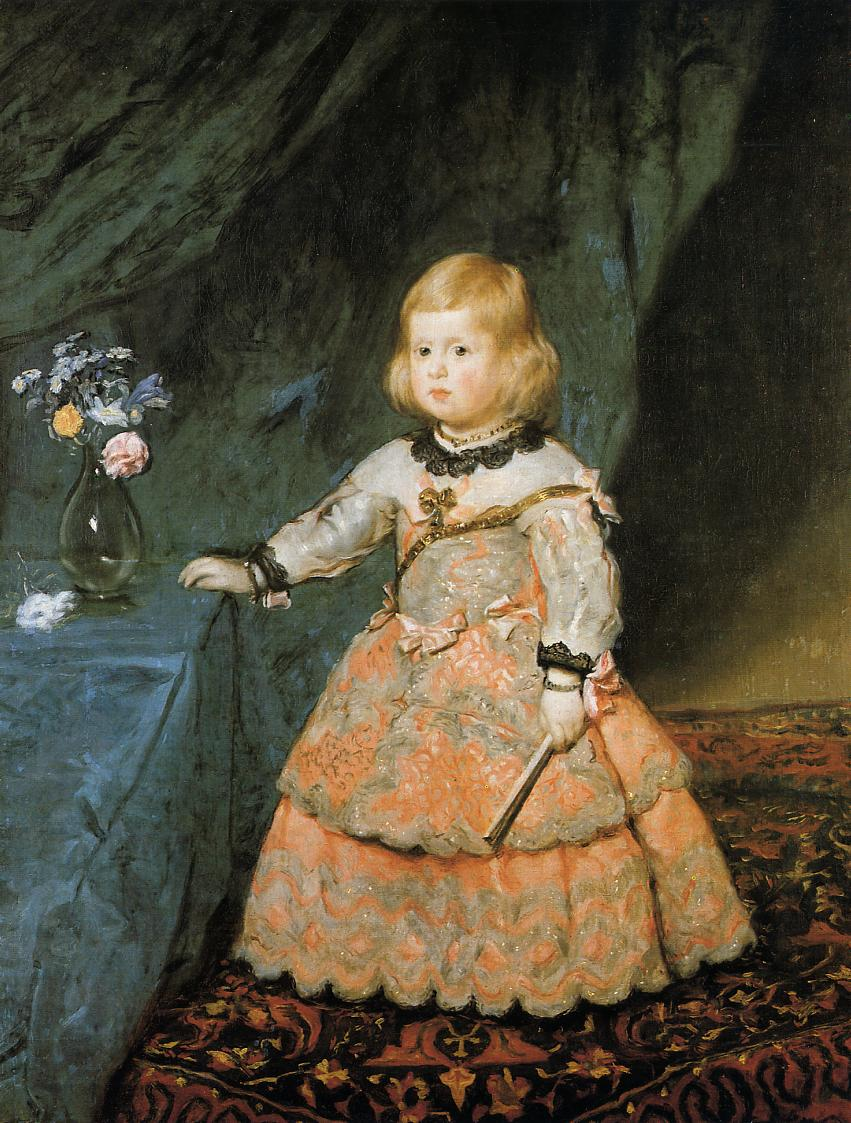
В рожевому (1653)
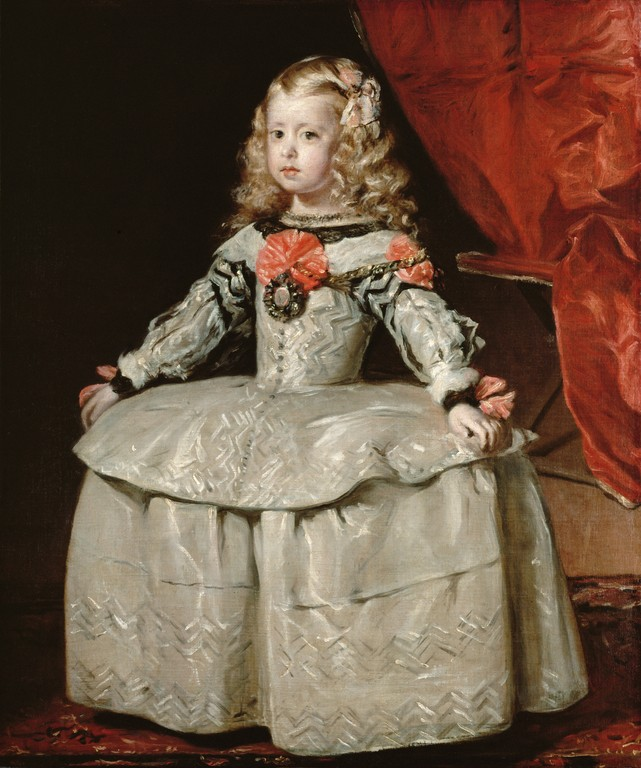
В білому (1656)
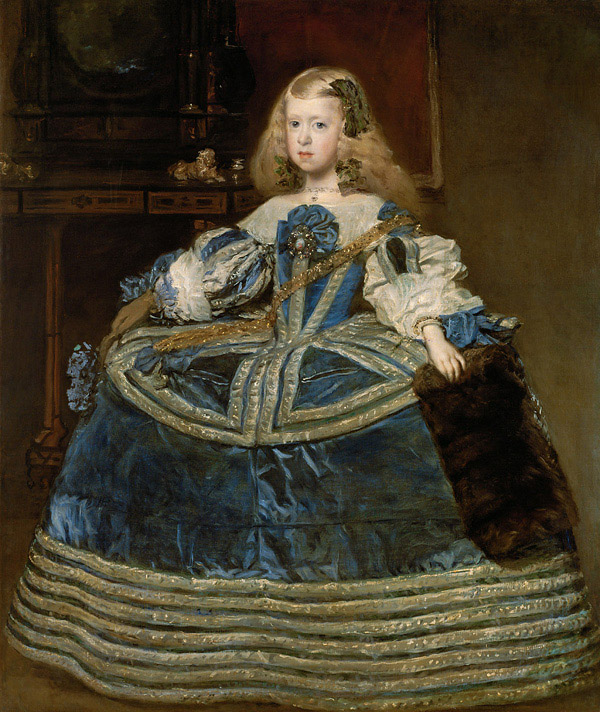
В синьому (1659)

### Шлюбний договір
У другій половині 1650-х років при імперському дворі у Відні з'явилася думка в необхідності чергового династичного шлюбу між іспанською та імперською гілками дому Габсбургів. Союз повинен був зміцнити позиції обох держав, перш за все, по відношенню до Франції. Спочатку мова йшла про шлюб Марії Терези, старшої дочки іспанського короля, з ерцгерцогом Леопольдом Ігнатіусом, спадкоємцем імператора Священної Римської імперії. Але в 1660 році, за умовами Піренейського договору, інфанта стала дружиною французького короля, відмовившись від спадкових прав взамін на солідний посаг, який так і не було виплачено.
Потім стали говорити про шлюб між Маргаритою Терезою і на той час уже імператором Леопольдом I, її дядьком по лінії матері і двоюрідним дядьком по лінії батька. Але двір в Мадриді зволікав з відповіддю на цю пропозицію. Філіп IV планував видати молодшу дочку за англійського короля Карла II, щоб не допустити його шлюбу з португальською принцесою. Іспанський король не змирився з втратою португальської корони і намагався не допустити визнання за домом Браганса статусу можновладного з боку європейських монархій.
У жовтні 1662 в іспанське королівство був відправлений новий імперський посол, граф Франціск Еусебіо фон Пьоттінг, одним з дипломатичних доручень якого була організація шлюбу інфанти і імператора. Переговори з іспанської сторони вів Раміро Нуньєс де Гусман [es], герцог Медина де лас Торрес. 6 квітня 1663 року було оголошено про заручини між Маргаритою Терезою і Леопольдом I, а 18 грудня того ж року був підписаний шлюбний контракт, в якому, зокрема, говорилося про посаг інфанти, у який входив, як дар від батька, знаменитий діамант. Також було обумовлене її становище в разі вдівства. Маргарита Тереза, на відміну від старшої сестри, що не позбавлялася права спадкування сімейних володінь при припиненні чоловічій лінії в Іспанській гілки. Ці права поширювалися і на її спадкоємців.
До офіційної церемонії одруження, регулярно до двору у Відні надсилали черговий портрет інфанти, щоб наречений міг спостерігати за тим, як росте його наречена. Батько Маргарити Терези помер 17 вересня 1665 року. У своєму заповіті він не згадав про заручини молодшої дочки, навпаки, контекст складеного документа наводить на думку про те, що покійний король зволікав із шлюбом інфанти тому, що прагнув забезпечити її права, як одноосібної правительки всіх володінь будинку в разі згасання чоловічій лінії. Чи не поспішала з весіллям дочки і вдова королева, рідна сестра імператора, що стала регентом при неповнолітньому синові. І тільки активні зусилля імперської дипломатії привели до того, що на свято Пасхи, 25 квітня 1666 року, в Мадриді був укладений шлюб за дорученням, на якому були присутні мати і молодший брат нареченої, посол імперії і місцева знать; нареченого представляв дон Антоніо Хуан Луіс де ла Серда і Толедо [ca], герцог Медінаселі
28 квітня 1666 року Маргарита Тереза виїхала з Мадрида до Відня в супроводі особистого двору. Після прибуття в Денію, інфанту зустріли іспанський і тосканський флот. Далі, вже по морю, з короткою зупинкою в Барселоні, де у Маргарити Терези виникли невеликі проблеми зі здоров'ям, кортеж приплив в порт Фінальборго, звідки доїхав до Мілана. Провівши майже весь вересень в столиці Міланського герцогства, інфанта продовжила подорож через Венецію, і на початку жовтня прибула до Тренто. На всіх зупинках Маргариту Терезу супроводжували урочистості на її честь. У Тренто голова кортежу інфанти Франсіско IV, герцог Альбукерке передав свої повноваження князю Фердинанду фон Дітріхштейну [de] і кардиналу Ернсту Альберту фон Гарраху [de], князь-єпископу Тренто. В кінці листопада Маргарита Тереза доїхала до передмістя Відня, де змогла познайомитися з майбутнім чоловіком.

### Імператриця і королева
5 грудня 1666 року відбувся урочистий в'їзд інфанти до Відня й офіційна церемонія одруження. Урочистості, що пройшли з нагоди весілля Леопольда I і Маргарити Терези увійшли в історію, як одні з найбільш видовищних в епоху бароко. Вони тривали майже два роки. Недалеко від фортечної стіни, біля сучасного Замкового саду [de], імператором був побудований оперний театр, на п'ять тисяч людей. У липні 1668 року, в день народження Маргарити Терези, в ньому пройшла прем'єра опери «Золоте яблуко» композитора Антоніо Честі, яку сучасники назвали «постановкою століття». За рік до цього імператор дав кінний балет, в якому особисто брав участь на своїй кобилі Есперансі. Завдяки технічним пристосуванням, у глядачів складалося враження, ніби коні і карети літають в повітрі.
Незважаючи на різницю у віці, непривабливу зовнішність імператора і зоб — зміна щитоподібної залози, що з'явився у імператриці, за свідченнями сучасників, це був щасливий шлюб. Маргарита Тереза кликала чоловіка «Дядечком» (нім. Onkel а він її «Гретль» (нім. Gretl. Подружжя мало численні спільні інтереси, особливо в мистецтві і музиці.
За шість років шлюбу Маргарита Тереза народила чотирьох дітей, троє з яких — Фердинанд Венцель (28.9.1667 — 13.1.1668), Йоганн Леопольд (нар. і помер 20.2.1670) і Анна Марія Антонія (9.2.1672 — 23.2.1672), померли в дитячому віці. Вижила тільки Марія Антонія (18.1.1669 — 24.12.1692), ерцгерцогиня Австрійська, яка 15 липня 1685 року одружилася з Максиміліаном II (11.7.1662 — 26.2.1726), курфюрстом Баварії. Численні вагітності послабили і без того слабке здоров'я Маргарити Терези. Молода імператриця була побожна, і спонукала Леопольда I до вигнання з Відня євреїв, яких вважала винними в своїх численних невдалих пологах. У свято Тіла і Крові Христових в 1670 році імператор наказав зруйнувати Віденську синагогу, на місці якої за його ж наказом була збудована церква.
Вихована при королівському дворі в Мадриді інфанта, ставши імператрицею, залишилася іспанкою. Вона погано говорила по-німецьки. Високомірність і зарозумілість її іспанської свити привели до антиіспанських настроїв серед імператорського двору. Придворні відкрито висловлювали надію, що хвора імператриця незабаром помре і тим самим дасть можливість Леопольду I одружитися вдруге. Ця нестерпна ситуація дуже пригнічувала Маргариту Терезу. Єдиним її другом при дворі, крім чоловіка, була його мачуха, вдова імператриця Елеонора Молодша.

### Смерть
Під час чергової вагітності Маргарита Тереза захворіла бронхітом і на двадцять другому році життя померла 12 березня 1673 року, незабаром після народження четвертої дитини. Імператрицю поховали в Імператорському склепі при церкві капуцинів у Відні. Через чотири місяці, імператор-вдівець, який називав покійну дружину «Єдиною Маргаритою», взяв шлюб удруге з Клавдією Феліцітас Австрійською, принцесою з Тірольської гілки дому Габсбургів.
Після смерті Маргарити Терези її спадкові права на володіння Іспанською гілкою перейшли до її дочки Марії Антонії. А після смерті останньої, яка не залишила спадкоємців, про свої права на володіння заявили імператор Леопольд I і французький король Людовик XIV, зяті іспанського короля Філіпа IV. Підсумком війни за іспанську спадщину стала поява Іспанської гілки в домі Бурбонів. Новим іспанським королем став Філіп V, внучатий племінник Маргарити Терези.

## У культурі

Веласкес. " Меніни " (1656). Прадо, Мадрид

Незадовго до народження Маргарити Терези, в Мадрид повернувся придворний художник іспанського короля Дієго Веласкес. З 1653 по 1659 рік він написав серія дитячих портретів інфанти. Три з яких — «Портрет інфанти Маргарити в рожевій сукні» (1653), «Портрет інфанти Маргарити в білій сукні» (1656) і « Портрет інфанти Маргарити в синій сукні» (1659) були відіслані до імператорського двору у Відні, які тепер знаходяться в Музеї історії мистецтв. На останньому, написаному художником незадовго до смерті, восьмирічна Маргарита Тереза зображена старшою за свої роки з огляду її майбутнього шлюбу з імператором.
Найвідомішим полотном Веласкеса в серії портретів інфанти стала картина «Меніни» (1556), який нині зберігається в зібранях музею Прадо в Мадриді. На ній художник зобразив п'ятирічну Маргариту Терезу в своїй майстерні під час роботи над портретом її батьків. Інфанту оточують фрейліни та інші придворні, але її погляд прикутий до батьків, чиє відображення помітно в дзеркалі на стіні. Полотно стало натхненням для Пабло Пікассо, який в 1957 році створив понад сорок варіацій цієї картини.

Образ Маргарити Терези, відображений на картинах пензлем Веласкеса, надихав не тільки живописців. Поет Борис Пастернак згадує про неї у вірші 1923 року «Метелик-буря», в якому вона постає, як дівчинка-примара, яка привіділася йому під час грози в Москві. Першим цей образ у вірші поета з портретами інфанти зіставив В'ячеслав Всеволодович Іванов у своїй роботі "" Вічне дитинство «Пастернака». 
Зараз ти вилитиш, інфанта.
І сівши на телеграфний стовб,
Розправиш водяні банти
Над тупотом промокшого натовпу.
```
                                             "Метелик-буря" (1923)
```

 «Портрет инфанти Маргарити в рожевому платті» (1660), раніше приписували Веласкесу, зараз вважається одним із шедеврів його зятя, Хуана Батіста Мартінеса дель Мазо. Пензлю останнього також належить «Портрет інфанти Маргарити в траурній сукні» (1666), на якому вона зображена незабаром після смерті батька і незадовго до весілля. Обидві картини також входять до зібрання музею Прадо. Атрибуція «Портрета інфанти Маргарити» (1655) в Луврі, як картини Веласкеса, нині деякими дослідниками ставиться під сумнів.
Відомі дорослі портрети Маргарити Терези пензля європейських художників, велика частина яких зберігається в зібранях Музею історії мистецтв у Відні. Серед них «Портрет в повний зріст інфанти Маргарити Терези, імператриці» (1665) імовірно пензля Жерара Дю Шато і «Портрет імператриці Маргарити Терези в театральному костюмі» (1667) Яна Томаса ван Йеперена [en]. Самим пізнім зображенням інфанти-імператриці є «Портрет імператриці Маргарити Терези з дочкою Марією Антонією» (1671) пензля Беньяміна фон Блока [de], що знаходиться в палаці Хофбург, на якому вона зображена разом з її єдиною дитиною, яка вижила в шлюбі. Збереглися численні копії її портретів, які нині зберігаються в зібраннях музеїв по всьому світу.